# غلامحسین نقشینه
غلامحسین نقشینه (زادهٔ ۱۲۸۷ – درگذشتهٔ ۱۸ خرداد ۱۳۷۵) بازیگر تئاتر، تلویزیون و سینما اهل ایران بود.

## زندگی
غلامحسین نقشینه بازیگر معروف نقش «دایی جان» در سریال دایی جان ناپلئون، متولد ۱۲۸۷ در تهران بود.
وی فارغ‌التحصیل اوّلین دورهٔ هنرستان هنرپیشگی تهران در سال ۱۳۱۸ بوده و فعّالیّت هنری خود را از سال ۱۲۹۹ با بازی در تئاترهای گروه کمدی ایران در سالن گراند هتل آغاز کرد و بعدتر در تئاتر دهقان و سپس در تئاتر تهران ادامه داد. تعدادی از نمایش‌های وی عبارتند از: «دلدادگان»، «غیاث خشتمال»، «شب در حرم ناصرالدین شاه»، «لج و لجبازی»، «نادر و ستاره»، «شاه عباس و جنگ دربند»، «دروغگو و دروغ پرداز»، «بنگاه عشق»، «جنگ زن و شوهر»، «رسوایی»، «قمار»، «انتقام ارواح»، «دختر نابینا»، «بیژن و منیژه»، «نادرشاه و جنگ کرنال»، «رستم و سهراب»، «عاشق عاریه»، «اشک شیطان»، «داستان دو زن»، «جنگ یازده رخ»، «همه برای پول»، «ریش‌تراش اشبیلیه»، «حاج عبدالشکم»، «نامزدمون رو شناختیم»، «مونتسرا»، «عشق و صفا و مهر و وفا»، «لیلی و مجنون»، «فاجعه رمضان»، «گل و بلبل»، «افسانه شب‌های زمستان»، «زن مجهول»، «دایی جان قلابی یا فاحشه بیگناه»، «خیر و شر»، «انقلاب مشروطیت ایران»، «محاکمه ماری دوگان»، «قتل در تماشاخانه»، «پذیرایی گرم»، «مهرگیاه»، «زنان فاضله»، «هردمبیل»، «ببر گراز دندان»، «آن روز گرم دراز»، «عشاق و بقیهٔ غریبه‌ها».
او فعالیت سینمائی را از سال ۱۳۳۲ با کارگردانی و بازیگری فیلم «میهن‌پرست» آغاز کرد. در خردادماه سال ۱۳۴۱ با سمت معاون مدیرکل امور مخابرات سازمان برنامه و بودجه بازنشسته شد. دو سال قبل از ترور احمد دهقان، کار تئاتر را کنار گذاشت و پس از ۲۲ سال دوری از صحنهٔ نمایش، با نمایش «پالتوی آرزوها» به عرصهٔ تئاتر بازگشت.
وی در ۱۸ خرداد ۱۳۷۵ به دلیل کهولت سن درگذشت.

## فیلم‌شناسی

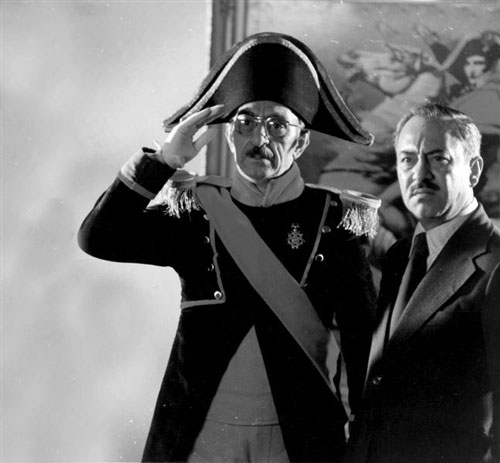
نقشینه (چپ، در نقش دایی‌جان ناپلئون) و نصرت کریمی (در نقش آقاجان)

### سینما
| فیلم‌شناسی غلامحسین نقشینه | فیلم‌شناسی غلامحسین نقشینه | فیلم‌شناسی غلامحسین نقشینه | فیلم‌شناسی غلامحسین نقشینه |
| سال                       | نام فیلم                  | سمت                       | کارگردان                  |
| ------------------------- | ------------------------- | ------------------------- | ------------------------- |
| ۱۳۳۲                      | میهن‌پرست                  | بازیگر و کارگردان         | غلامحسین نقشینه           |
| ۱۳۳۵                      | مستشار جزیره              | بازیگر                    | جمشید شیبانی              |
| ۱۳۳۵                      | لیلی و مجنون              | بازیگر                    | علی‌محمد نوربخش            |
| ۱۳۳۸                      | چشمه آب حیات              | بازیگر                    | سیامک یاسمی               |
| ۱۳۴۱                      | قربون خودم                | بازیگر                    | مجید محسنی                |
| ۱۳۴۲                      | ساحل انتظار               | بازیگر                    | سیامک یاسمی               |
| ۱۳۴۲                      | دختر کوهستان              | بازیگر                    | محمدعلی جعفری             |
| ۱۳۴۲                      | پرستوها به لانه برمی‌گردند | بازیگر                    | مجید محسنی                |
| ۱۳۴۴                      | زشت و زیبا                | بازیگر                    | رحیم روشنیان              |
| ۱۳۴۶                      | ولگردها                   | بازیگر                    | محمد متوسلانی             |
| ۱۳۴۶                      | مردی از اصفهان            | بازیگر                    | امیر شروان                |
| ۱۳۴۶                      | سرنوشت                    | بازیگر                    | حکمت آقانیکیان            |
| ۱۳۴۶                      | حقه‌بازان                  | بازیگر                    | رضا صفایی                 |
| ۱۳۴۷                      | سه دیوانه                 | بازیگر                    | جلال مقدم                 |
| ۱۳۵۰                      | الکلی                     | بازیگر                    | محمدعلی جعفری             |
| ۱۳۵۹                      | آقای هیروگلیف             | بازیگر                    | غلامعلی عرفان             |
| ۱۳۶۵                      | وکیل اول                  | بازیگر                    | جمشید حیدری               |
| ۱۳۶۵                      | ناخدا خورشید              | بازیگر                    | ناصر تقوایی               |
| ۱۳۶۷                      | افسون                     | بازیگر                    | محمدرضا صفوی              |
| ۱۳۶۸                      | ای ایران                  | بازیگر                    | ناصر تقوایی               |

### تلویزیون
| سال  | نام                                | سمت    | کارگردان        | توضیحات                                                                      |
| ---- | ---------------------------------- | ------ | --------------- | ---------------------------------------------------------------------------- |
| ۱۳۵۵ | تله‌تئاتر «لازارتی، ببر گراز دندان» | بازیگر | پرویز ممنون     | کارگردان تلویزیونی: «محمود محمدیوسف» نویسنده: «فریتز هوخ‌والدر»               |
| ۱۳۵۴ | دایی‌جان ناپلئون                    | بازیگر | ناصر تقوایی     | اولین بار در سال ۱۳۵۵ پخش شد.                                                |
| ۱۳۵۴ | غریبه                              | بازیگر | محمدعلی زرندی‌فر |                                                                              |
| ۱۳۵۳ | تله‌تئاتر «عشاق و بقیه غریبه‌ها»     | بازیگر | حسین پرورش      | کارگردان تلویزیونی: «فرانک دولت‌شاهی» نویسندگان: «رنه تیلور» و «جوزف بولونیا» |